# Histriobdella
Genre
Histriobdella est un genre d'annélides polychètes.

## Espèces
- Histriobdella homari (type)